# Victor Schœlcher

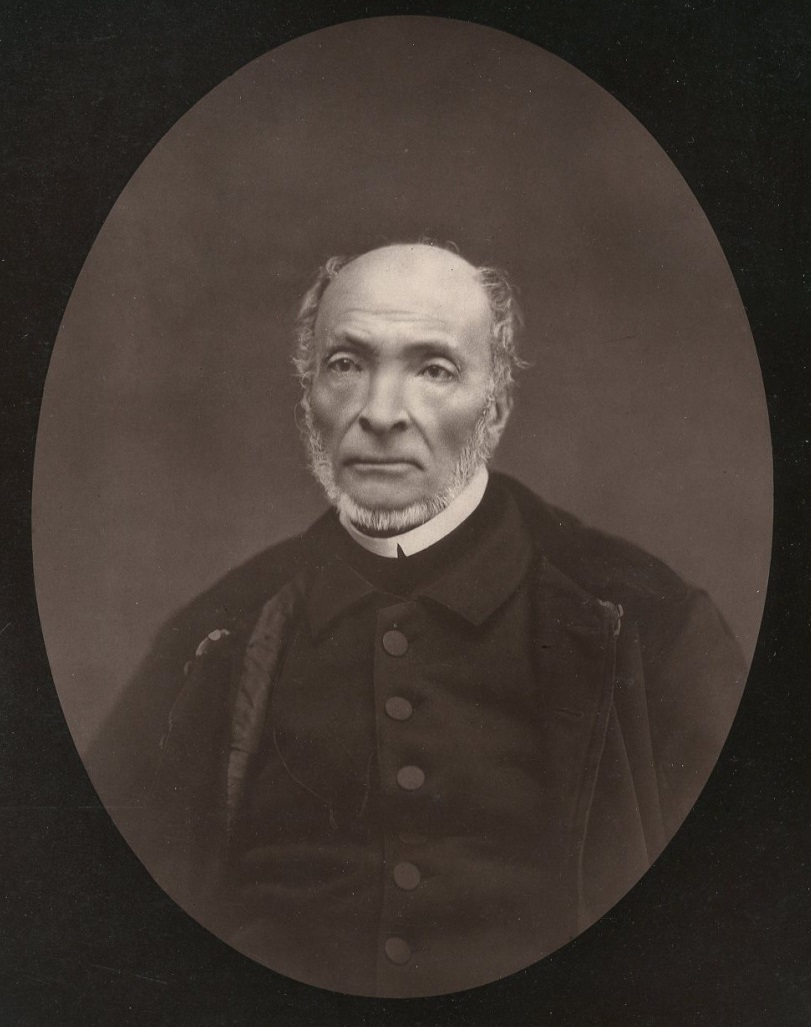
Victor Schœlcher, 1885

Victor Schœlcher (* 22. Juli 1804 in Paris; † 25. Dezember 1893 in Houilles bei Paris) war ein französischer Politiker und Gegner der Sklaverei in den französischen Kolonien.

## Leben
Die Eltern von Victor Schœlcher stammten aus Fessenheim im Elsass, er selbst wuchs in Paris auf. Nach seiner Ausbildung am Lycée Condorcet verkehrte er auch in den künstlerischen Kreisen von Paris und lernte George Sand, Hector Berlioz und Franz Liszt kennen.
Er erbte die elterliche Porzellanfabrik. Bei einer Geschäftsreise nach Mexiko, Kuba und in die amerikanischen Südstaaten 1829–31 lernte er die damals dort herrschende Sklaverei kennen.
Nach seiner Rückkehr nach Paris verkaufte er die Fabrik und begann, sich politisch und publizistisch für die Abschaffung der Sklaverei zu engagieren. Nach der Februarrevolution 1848 wurde er als Abgeordneter für Martinique in die verfassunggebende Nationalversammlung gewählt, wo er der von Alexandre Ledru-Rollin angeführten, radikal republikanischen und demokratisch-sozialistischen Fraktion Montagne („Bergpartei“) angehörte. Schœlcher war Initiator des Décret d’abolition de l’esclavage du 27 avril 1848 (Dekret zur Abschaffung der Sklaverei vom 27. April 1848), proklamiert am 22. Mai 1848, das die völlige Abschaffung der Sklaverei in Frankreich und seinen Kolonien festschrieb. 1849 und 1850 vertrat er Guadeloupe in der Nationalversammlung.
Nach dem Staatsstreich Napoléons III. 1851 ging er ins Exil nach Belgien und später nach London. Von dort kehrte er erst 1870, nach dem Ende der Herrschaft Napoléons III., nach Paris zurück und vertrat von 1871 bis 1875 erneut Martinique in der Nationalversammlung. Dort gehörte er der am weitesten linken Fraktion der Union républicaine, d. h. den radikalen Republikanern um Léon Gambetta, an. 1875 wurde er zum Senator auf Lebenszeit ernannt.
Victor Schœlcher starb im Jahr 1893 im Alter von 89 Jahren in seinem Haus (24 rue d’Argenteuil, heute Avenue Schoelcher) in Houilles. Er wurde neben seinem Vater auf dem Friedhof Père-Lachaise beigesetzt.
Dominique Schelcher, 1971 in Colmar geboren und Präsident der Supermarktkette Super U, ist ein Nachkomme von Victor Schœlcher, die Familie hat in der Zwischenzeit das „o“ aus dem Namen entfernt.

## Ehrungen

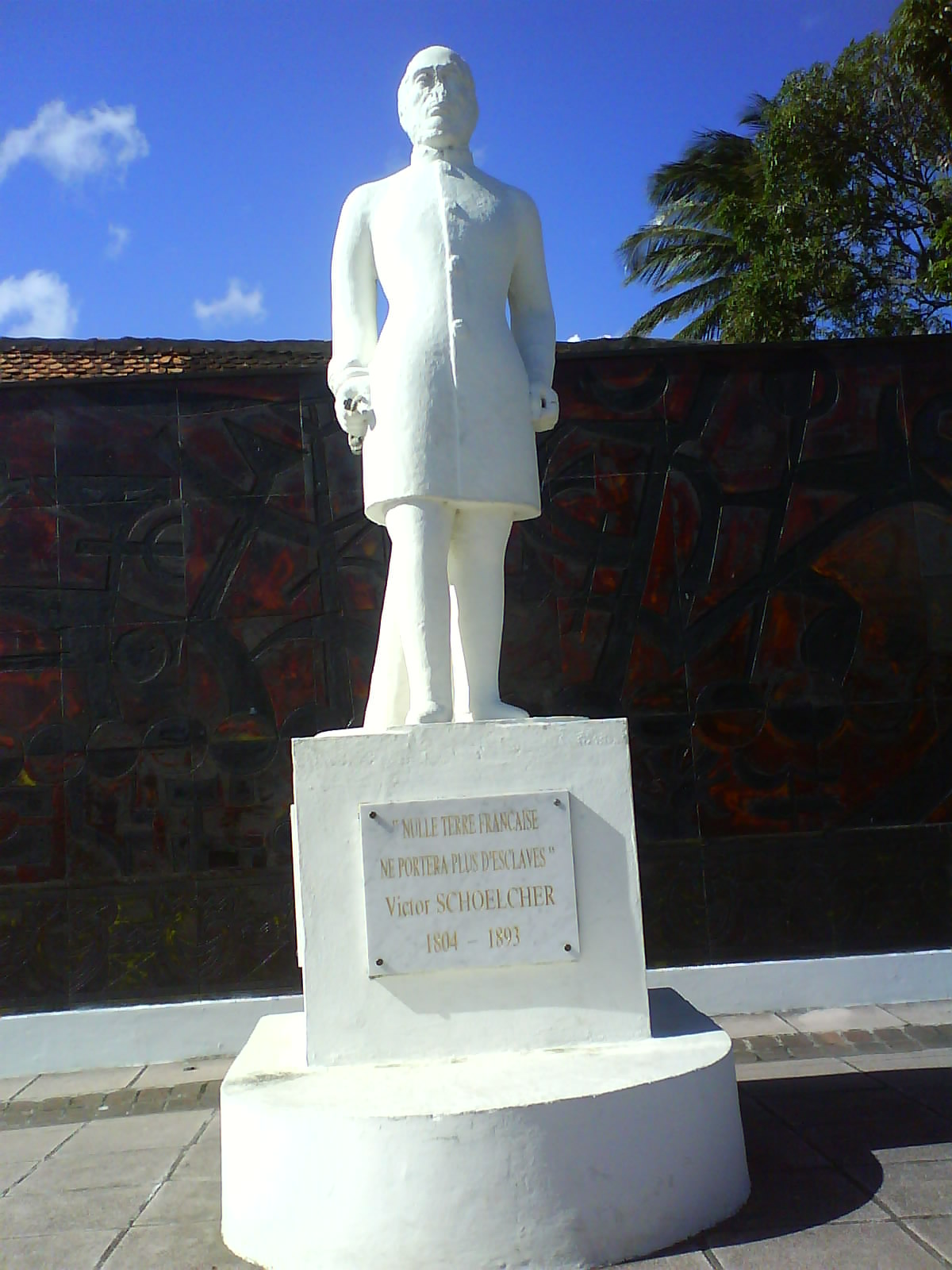
Denkmal für Victor Schoelcher [sic!] in Schœlcher auf Martinique. Das Denkmal wurde am 22. Mai 2020 im Zuge der weltweiten „Black Lives Matter“–Proteste zerstört.

Bereits zu seinen Lebzeiten nahm im Jahr 1888 die damals Case-Navire genannte drittgrößte Gemeinde auf Martinique den Namen Schœlcher an. Ebenfalls nach ihm benannt ist die von ihm initiierte und in seinem Todesjahr eröffnete Bibliothèque Schœlcher in Fort-de-France, der er seine bedeutende Büchersammlung stiftete.
Auf Beschluss der Nationalversammlung der Vierten Republik wurden die sterblichen Überreste von Victor Schœlcher und die seines Vaters am 20. Mai 1949 gleichzeitig mit denen des Kolonialpolitikers afrikanischer Herkunft Félix Éboué ins Panthéon überführt und in einem Ehrengrab bestattet.
Nach Schœlcher wurde in den 1930er Jahren das Frachtschiff (beziehungsweise der spätere Hilfskreuzer) Victor Schœlcher benannt. Zudem führte zwischen 1962 und 1988 ein zweites Schiff der französischen Marine den Namen Victor Schœlcher. Es handelte sich um eine Fregatte beziehungsweise einen Geleitzerstörer (französisch l'aviso-escorteur) der Commandant Rivière-Klasse.
Im Jahr 1952 wurde ein 5000-Francs-Geldschein mit seinem Porträt in Umlauf gebracht. Seit dem Jahr 1982 beherbergt das Haus seiner Vorfahren in Fessenheim ein ihm gewidmetes Museum. Mehrere Schulen und Straßen tragen seinen Namen.
François Mitterrand legte am Tage seiner Amtseinführung als französischer Präsident 1981 eine Rose am Ehrengrab von Schœlcher nieder.
Eine Statue Schoelchers auf Martinique wurde am 22. Mai 2020 durch Mitglieder der Mawon-Protestgruppe vom Sockel geworfen. Befürworter der Aktion weisen darauf hin, dass Schoelcher die Sklaverei, nicht aber die soziale Ungleichheit von Schwarz und Weiß abschaffen wollte. Jay Assini sagte dazu: „Wir leben immer noch auf einer Plantage“.

## Schriften
- Histoire des crimes du 2 décembre, Chapman, London 1852.
- Esclavage et Colonisation, Avant-propos de Charles-André Julien, Introduction d’Aimé Césaire. Textes annotés par Émile Tersen. Presses Universitaires de France, Paris 1948.
  - Neuauflage unter dem Titel Victor Schœlcher et l’abolition de l’esclavage. Éditions Le Capucin, Lectoure 2004.
- Le vérité aux ouvriers et cultivateurs de la Martinique, suivie de Rapports, Décrets, Arrêtés, Projets de Louis et d'Arrêtés concernant l'abolition immédiate de l'Esclavage, Paris 1849 (Digitalisat)